# Azza Soliman

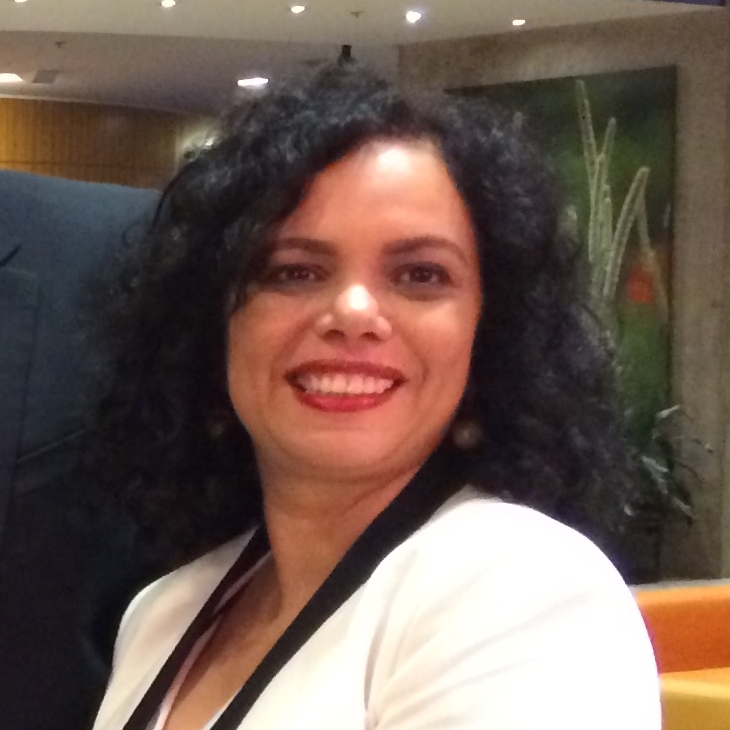
Azza Soliman

Azza Abdel Aziz Soliman (arabisch عزة سليمان, DMG ʿAzza Sulaimān; * 1968) ist eine ägyptische Juristin, Menschenrechtsverteidigerin und Feministin.

## Leben
Azza Soliman studierte Rechtswissenschaft mit dem Schwerpunkt, wie sich Fatwas auf Gewalt gegen Frauen innerhalb der ägyptischen Kultur auswirken. Sie ist Mitbegründerin und Vorsitzende des Centre for Egyptian Women’s Legal Assistance (CEWLA), das Rechtshilfezentrums für ägyptische Frauen, und baute das Religious Reform & Renewal Forum (RRRF) auf, ein Forum, welches sich mit Frauen im Islam und den damit verbundenen Dynamiken beschäftigt.
Die seit ihrer Studienzeit politisch aktive Rechtsanwältin setzt sich bereits seit mehr als zwei Jahrzehnten gegen Korruption und Ungerechtigkeit ein und kämpft für die wirtschaftliche, soziale und politische Inklusion von Frauen. Sie leitete und begleitete viele Kampagnen für die Gleichstellung der Geschlechter. Im Zuge ihrer Arbeit bei CEWLA vertritt sie Opfer von häuslicher Gewalt vor Gericht und konnte zu diversen Gesetzesreformen und -novellen beitragen, unter anderem für die Rechte von unehelichen Kindern, Entwicklungen im Scheidungsrecht oder auch im Obsorgerecht. Einen starken Fokus ihrer Arbeit legte die Menschenrechtsverteidigerin zeit ihres Lebens auf die Vermittlung von Rechtsbewusstsein durch spezifische Trainingskurse, insbesondere für Frauen und Minderheitengruppen, und dem Schaffen von gesellschaftlichem Bewusstsein für Frauenrechte.
Soliman wurde 2015 unter anderem wegen einer nicht genehmigten Demonstration zu Unrecht beschuldigt. Im Rahmen staatlicher Untersuchungen gegen NGOs wurde ihr außerdem die Annahme von ausländischen Spendengelder vorgeworfen. Aufgrund dessen wurde im November 2016 ein Reiseverbot über sie verhängt und ihre privaten Konten sowie die ihres Rechtsanwaltsbüros gesperrt. Am 7. Dezember 2016 wurde sie verhaftet und am nächsten Tag gegen Kaution freigelassen.

## Ehrungen und Preise
Azza Soliman war 2017 für ihren Einsatz für Frauenrechte und ihren Kampf gegen Korruption für den Allard-Preis nominiert und unter den drei Finalisten.
2018 gewann sie den Martine-Anstett-Preis, der während des FIFDH (International Film Festival on Human Rights in Geneva) verliehen wurde, als Honorierung für ihren Kampf gegen Gewalt an Frauen.